# America Ferrera
America Georgine Ferrera (Los Angeles, 18 aprile 1984) è un'attrice, doppiatrice, regista e produttrice televisiva statunitense.
È nota soprattutto per il ruolo da protagonista nella serie televisiva Ugly Betty, per il quale si è aggiudicata un Premio Emmy, uno Screen Actors Guild Award e un Golden Globe. Nel 2024 ha ricevuto la sua prima candidatura al Critics Choice Award e al Premio Oscar come miglior attrice non protagonista per la sua interpretazione di Gloria nel film Barbie.

## Biografia

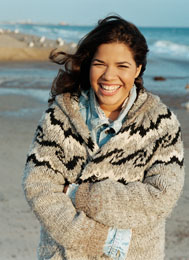
America Ferrera nel 2006

Nasce a Los Angeles, in California, il 18 aprile del 1984, ultimogenita dei sei figli di Carlos Gregorio Ferrera e di América Griselda Ayes, ambedue immigrati honduregni originari di Tegucigalpa, giunti negli Stati Uniti verso la metà degli anni settanta. Appassionata fin da piccola dalla recitazione, studia teatro e relazioni internazionali presso la University of Southern California. Il suo primo film è Le donne vere hanno le curve del 2002, pellicola leggera e frizzante che ebbe particolare successo grazie a una Ferrera allora diciottenne che fu esaltata dalla critica per via della sua verve comica. Nel 2005, la Ferrera ha anche interpretato la portoricana Carmen Lowell nel film 4 amiche e un paio di jeans, tratto dal primo dei fortunati libri per adolescenti della scrittrice statunitense Ann Brashares.
Il ruolo che l'ha resa nota è quello di Betty Suarez nella serie televisiva Ugly Betty tratta dalla telenovela colombiana Betty la fea, dove la Ferrera è una ragazza intelligente ma bruttina, che lavora presso una patinata rivista di moda e che deve scontrarsi giornalmente con l'ostilità dei colleghi snob e all'ultimo grido. Grazie alla sua brillante interpretazione in Ugly Betty si è aggiudicata nello stesso anno (2007) il Golden Globe, l'Emmy e lo Screen Actors Guild Award come Migliore attrice protagonista in una serie commedia o musicale, un record che la accomuna a Edie Falco e Gillian Anderson. Nel 2007 è stata la protagonista di spot pubblicitari per dentifrici Aquafresh. Il suo sorriso tra l'altro, è stato assicurato dai Lloyd's di Londra per 650 000 sterline.
Nel 2008 ha vestito nuovamente i panni di Carmen nel seguito di 4 amiche e un paio di jeans. Nel 2010 ha partecipato al film d'animazione di successo della DreamWorks Dragon Trainer, in cui ha doppiato la fiera ragazza vichinga Astrid, ruolo ripreso nella serie televisiva a esso ispirata e nei successivi sequel. Il 7 novembre 2011 America ha esordito a teatro nel West End londinese con il musical Chicago.
Dal 2015 al 2021 recita nella serie televisiva comica Superstore, nei panni della protagonista femminile Amy Sosa, mentre dal 2020 al 2021 è produttrice esecutiva della serie Gentefied, distribuita da Netflix.

## Vita privata

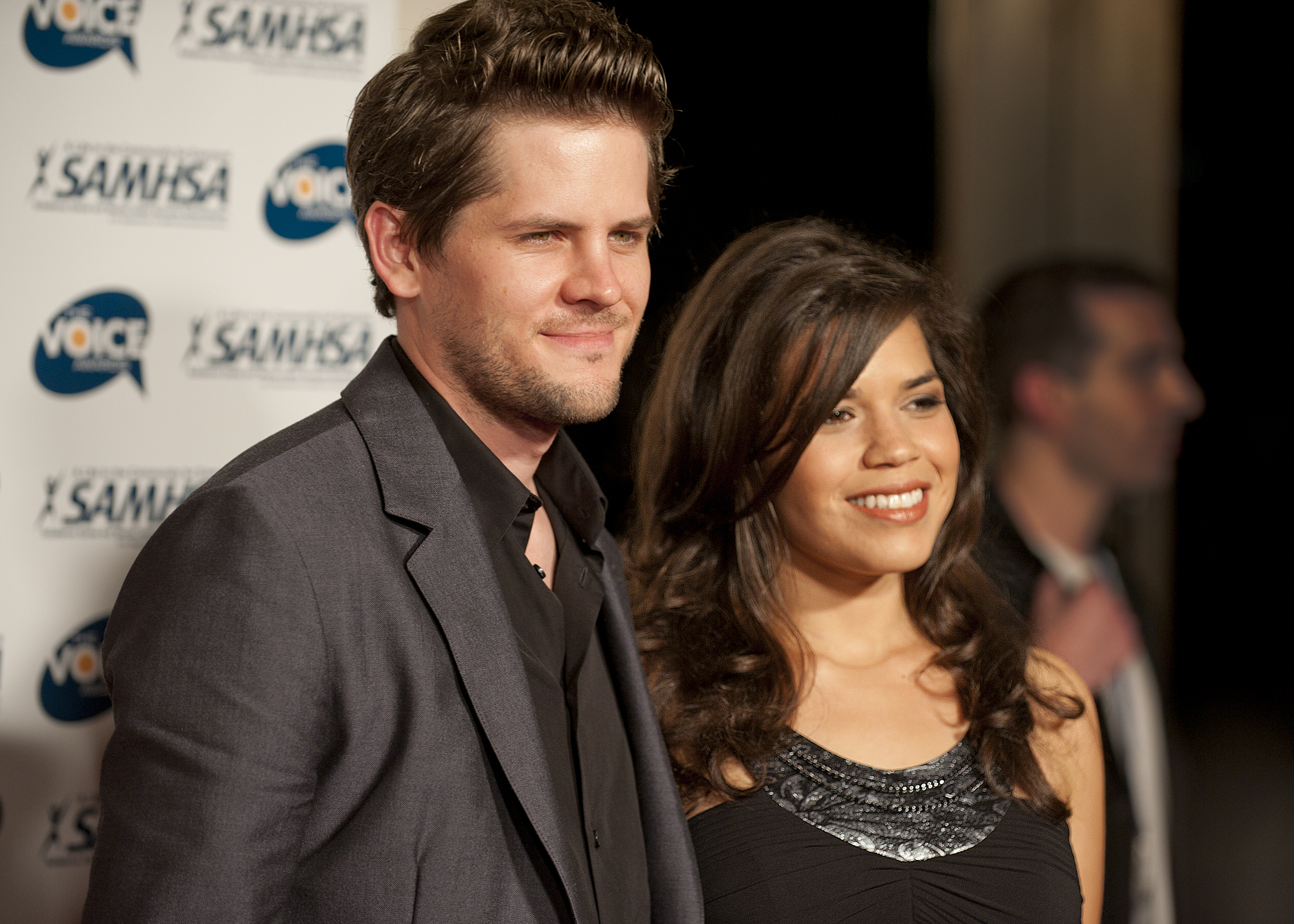
America Ferrera e il marito Ryan Piers Williams

Sposata con Ryan Piers Williams dal 27 giugno 2011, con una cerimonia celebrata dalla collega Judith Light nel giardino della casa di Vanessa L. Williams, vicino a New York. Il 25 maggio 2018 è nato il primogenito della coppia, Sebastian Piers Williams. Il 4 maggio 2020 è nata la secondogenita della coppia, Lucia Marisol.
Da sempre simpatizzante del Partito Democratico, è madrina di James, figlia di Blake Lively e Ryan Reynolds, insieme ad Alexis Bledel e Amber Tamblyn.

## Filmografia

### Attrice

#### Cinema
- Le donne vere hanno le curve (Real Women Have Curves), regia di Patricia Cardoso (2002)
- Darkness Minus Twelve, regia di Antonio Negret – cortometraggio (2004)
- How the Garcia Girls Spent Their Summer, regia di Georgina Garcia Riedel (2005)
- 4 amiche e un paio di jeans (The Sisterhood of the Travelling Pants), regia di Ken Kwapis (2005)
- Lords of Dogtown, regia di Catherine Hardwicke (2005)
- 3:52, regia di Shawna Baca (2005)
- Steel City, regia di Brian Jun (2006)
- Muertas, regia di Ryan Piers Williams – cortometraggio (2007)
- Hacia la oscuridad, regia di Antonio Negret (2007)
- La stessa luna (La misma luna), regia di Patricia Riggen (2007)
- 4 amiche e un paio di jeans 2 (The Sisterhood of the Travelling Pants 2), regia di Sanaa Hamri (2008)
- The Dry Land, regia di Ryan Piers Williams (2010)
- Matrimonio in famiglia (Our Family Wedding), regia di Rick Famuyiwa (2010)
- It's a Disaster, regia di Todd Berger (2012)
- End of Watch - Tolleranza zero (End of Watch), regia di David Ayer (2012)
- Cesar Chavez, regia di Diego Luna (2014)
- X/Y, regia di Ryan Piers Williams (2014)
- Special Correspondents, regia di Ricky Gervais (2016)
- Barbie, regia di Greta Gerwig (2023)
- Dumb Money, regia di Craig Gillespie (2023)

#### Televisione
- Diamoci una mossa! (Gotta Kick It Up!), regia di Ramón Menéndez – film TV (2002)
- Il tocco di un angelo (Touched by an Angel) – serie TV, episodio 9x04 (2002)
- Plainsong, regia di Richard Pearce – film TV (2004)
- CSI - Scena del crimine – serie TV, episodio 5x03 (2004)
- $5.15/Hr., regia di Richard Linklater – film TV (2004)
- Ugly Betty – serie TV, 85 episodi (2006-2010)
- The Good Wife – serie TV, 4 episodi (2011-2013)
- Christine – webserie, 12 webisodi (2012)
- What's Your Emergency – webserie, webisodio 1x01 (2015)
- Inside Amy Schumer – serie TV, episodio 3x06 (2015)
- Superstore – serie TV, 103 episodi (2015-2021)
- WeCrashed – serie TV, 8 episodi (2022)

### Doppiatrice
- Trilli, regia di Bradley Raymond (2008)
- Dragon Trainer (How to Train Your Dragon), regia di Dean DeBlois e Chris Sanders (2010)
- La leggenda del drago Rubaossa (Legend of the Boneknapper Dragon), regia di John Puglisi – cortometraggio (2010)
- Dragons - Il dono del drago (Dragons: Gift of the Night Fury), regia di Tom Owens – cortometraggio (2011)
- Il libro dei draghi (Book of Dragons), regia di Steve Hickner – cortometraggio (2011)
- Dragons – serie animata, 117 episodi (2012-2018)
- Dragon Trainer 2 (How to Train Your Dragon 2), regia di Dean DeBlois (2014)
- Dragons - L'inizio delle corse dei draghi (Dawn of the Dragon Racers), regia di Elaine Bogan e John Sanford – cortometraggio (2014)
- Dragon Trainer - Il mondo nascosto (How to Train Your Dragon: The Hidden World), regia di Dean Deblois (2019)
- Dragon Trainer - Rimpatriata (How to Train Your Dragon: Homecoming), regia di Tim Johnson – cortometraggio (2019)

## Riconoscimenti
- Premio Oscar
  - 2024 - Candidatura alla miglior attrice non protagonista per Barbie
- Golden Globe Awards
  - 2007 – Miglior attrice in una serie commedia o musicale per Ugly Betty
  - 2008 – Candidatura alla miglior attrice in una serie commedia o musicale per Ugly Betty
  - 2009 – Candidatura alla miglior attrice in una serie commedia o musicale per Ugly Betty

- Primetime Emmy Awards
  - 2007 – Migliore attrice protagonista in una serie commedia per Ugly Betty
  - 2008 – Candidatura alla migliore attrice protagonista in una serie commedia per Ugly Betty
- Screen Actors Guild Award
  - 2007 – Migliore attrice in una serie commedia per Ugly Betty
  - 2007 – Candidatura al miglior cast in una serie commedia per Ugly Betty
  - 2008 – Candidatura alla migliore attrice in una serie commedia per Ugly Betty
  - 2008 – Candidatura al miglior cast in una serie commedia per Ugly Betty
  - 2009 – Candidatura alla migliore attrice in una serie commedia per Ugly Betty
  - 2009 – Candidatura al miglior cast in un film per Barbie
- Critics' Choice Movie Awards
  - 2024 – #SeeHer Award
  - 2024 – Candidatura alla migliore attrice non protagonista per Barbie
  - 2024 – Candidatura al miglior cast per Barbie
- Independent Spirit Awards
  - 2002 – Candidatura al miglior attrice esordiente per Real Women Have Curves
- NAACP Image Award
  - 2007– Candidatura alla miglior attrice in una serie commedia per Ugly Betty
  - 2008 – Miglior attrice in una serie commedia per Ugly Betty
  - 2009 – Candidatura alla miglior attrice in una serie commedia per Ugly Betty
  - 2010 – Candidatura alla miglior attrice in una serie commedia per Ugly Betty
- People's Choice Awards
  - 2019 – Candidatura all'attrice in un film d'animazione dell'anno per How to Train Your Dragon: The Hidden World
  - 2024 – Interpretazione in un film dell'anno per Barbie
- Satellite Award
  - 2005 – Candidatura alla miglior attrice in una serie commedia o musicale per Ugly Betty
  - 2006 – Candidatura alla miglior attrice in una serie commedia o musicale per Ugly Betty
  - 2007 – Miglior attrice in una serie commedia o musicale per Ugly Betty
  - 2008 – Candidatura alla miglior attrice in una serie commedia o musicale per Ugly Betty
  - 2024 – Candidatura alla miglior attrice non protagonista in un film per Barbie
- Voice Arts Awards
  - 2019 – Miglior cast di doppiaggio in un film per How to Train Your Dragon: The Hidden World

## Doppiatrici italiane
Nelle versioni in italiano delle opere in cui ha recitato, America Ferrera è stata doppiata da:
- Letizia Scifoni in CSI - Scena del crimine, Ugly Betty, La stessa luna, 4 amiche e un paio di jeans 2, The Good Wife, Matrimonio in famiglia, End of Watch - Tolleranza zero, Superstore, Special Correspondents, Barbie, Dumb Money
- Domitilla D'Amico in Le donne vere hanno le curve
- Alessia Amendola in 4 amiche e un paio di jeans

Da doppiatrice è sostituita da:
- Letizia Scifoni in Dragon Trainer, La leggenda del drago Rubaossa, Dragons - Il dono del drago, Il libro dei draghi, Dragons, Dragon Trainer 2, Dragon Trainer - Il mondo nascosto, Dragon Trainer - Rimpatriata
- Domitilla D'Amico in Trilli
- Chiara Gioncardi in Dragons - L'inizio delle corse dei draghi